# 2861 Lambrecht
2861 Lambrecht è un asteroide della fascia principale. Scoperto nel 1981, presenta un'orbita caratterizzata da un semiasse maggiore pari a 2,4713205 UA e da un'eccentricità di 0,0726172, inclinata di 4,04465° rispetto all'eclittica.
L'asteroide è dedicato all'astronomo tedesco Hermann Lambrecht.